# Tomomi Kai
 (mai 2023).
Tomomi Kai (甲斐 智美, Kai Tomomi) est une joueuse professionnelle japonaise de shogi née le 30 mai 1983 à Nanao. 
Elle a remporté sept titres majeurs dont trois titres d'Oi féminin.
Elle a le grade de cinquième dan féminin depuis 2014.

## Palmarès
Tomomi Kai a disputé 14 finales et remporté sept titres majeurs.
| Titre                                              | Victoires               | Finales perdues  |
| -------------------------------------------------- | ----------------------- | ---------------- |
| Ōi féminin (ja)                                    | 2010, 2011, 2013, 2014, | 2012, 2015       |
| Coupe Kurashiki Tōka (ja)                          | 3013, 2014              | 2015             |
| Open féminin Mynavi (ja) (Mynavi Joshi Open, Jo-Ō) | 2010                    | 2008, 2011, 2023 |
| Taisei Kensetsu Haiseisen (Serei-sen)              |                         | 2019             |

En mars 2023, elle a annoncé sa retraite de la compétition, pour des raisons personnelles après sa finale à l'open féminin de Mynavi.